# De Tour Village
De Tour Village é uma vila localizada no estado americano de Michigan, no Condado de Chippewa.

## Demografia
Segundo o censo americano de 2000, a sua população era de 421 habitantes.
Em 2006, foi estimada uma população de 413, um decréscimo de 8 (-1.9%).

## Geografia
De acordo com o United States Census Bureau tem uma área de
21,7 km², dos quais 9,2 km² cobertos por terra e 12,5 km² cobertos por água.

## Localidades na vizinhança
O diagrama seguinte representa as localidades num raio de 68 km ao redor de De Tour Village.